# 小行星22908
小行星22908（22908 Bayefsky-Anand）是一颗绕太阳运转的小行星，为主小行星带小行星。该小行星于1999年10月19日发现。

## 轨道参数
小行星22908的轨道半长轴为345 807 880 km，2.3115500 UA，离心率为0.081。